# Médaille Heinrich-Tessenow
La médaille d'or Heinrich Tessenow (Heinrich-Tessenow-Medaille) est un prix d'architecture annuel créé en 1963 en mémoire de Heinrich Tessenow par Alfred Toepfer Stiftung F.V.S. à Hambourg, sur proposition de la Heinrich-Tessenow-Gesellschaft e.V.

## Lauréats
- 1963 : Franz Schuster, Vienne
- 1964 : Kay Fisker, Copenhague
- 1965 : Otto Dellemann, Hanovre
- 1966 : Heinrich Rettig, Dresde
- 1967 : Mia Seeger, Stuttgart-Gerlingen
- 1968 : Wilhelm Wagenfeld, Stuttgart
- 1969 : Wilhelm Tiedje, Stuttgart
- 1970 : Wilhelm Hübotter, Hanovre
- 1971 : Werner Wirsing, Munich
- 1972 : Hans Döllgast, Munich
- 1973 : Steen Eiler Rasmussen, Munich
- 1974 : Heinrich Bartmann, Baden-Baden
- 1975 : Otto Kindt, Hambourg
- 1976 : Arnold Braune, Oldenburg i. Old.
- 1977 : Godberg Nissen, Hambourg
- 1978 : Gerhard Müller-Menckens, Brème
- 1979 : Hellmut Weber, Stuttgart
- 1980 : Helmut Hentrich, Düsseldorf
- 1981 : Povl Abrahamsen, Dragör, Danemark
- 1982 : Friedrich Seegy, Nuremberg
- 1983 : Kornel E. Polgar, Waddingsveen, Pays-Bas
- 1984 : Joachim Schürmann, Cologne
- 1985 : Theo Steinhauser, Munich
- 1986 : Viggo Möller-Jensen, Copenhague et Karljosef Schattner, Eichstätt
- 1987 : Horst von Bassewitz, Hambourg
- 1988 : Johannes Spalt, Vienne
- 1989 : Peter Zumthor, Haldenstein
- 1990 : Erich Kulka, Bussau im Wendland et Wilhelm Landzettel, Gehrden
- 1991 : Theodor Hugues, Munich
- 1992 : Giorgio Grassi, Mailand
- 1993 : Massimo Carmassi, Pise
- 1994 : Kurt Ackermann, Munich
- 1995 : pas de lauréat
- 1996 : Peter Kulka, Dresde et Cologne
- 1997 : Sverre Fehn, Oslo
- 1998 : Juan Navarro Baldeweg, Madrid
- 1999 : David Chipperfield, Londres
- 2000 : Heinz Tesar, Vienne
- 2001 : Eduardo Souto de Moura, Porto
- 2002 : Peter Märkli, Zürich
- 2003 : Mikko Heikkinen et Markku Komonen, Helsinki
- 2004 : Gilles Perraudin, Lyon
- 2005 : Miroslav Šik, Zürich et Prague
- 2006 : Sergison/Bates, Londres
- 2007 : pas de lauréat
- 2008 : pas de lauréat
- 2009 : Richard Sennett, New York
- 2010 : pas de lauréat
- 2011 : Roger Diener
- 2012 : pas de lauréat
- 2013 : Alberto Campo Baeza, Madrid